# Râul Cornet, Bucureșci
Râul Cornet este un curs de apă, afluent al râului Bucureșci. 

## Hărți
- Harta județului Hunedoara
- Harta munții Apuseni
- Harta munții Bihor